# Lucius Salvius Otho Titianus
Lucius Salvius Otho Titianus, frère aîné d'Othon, est un homme politique romain du premier siècle de notre ère ; il fut consul en 52, avec Faustus Cornelius Sulla Felix pour collègue. Il disparaît en 69, durant les luttes politiques de l'année des quatre empereurs.

## Biographie
Lucius Salvius Otho Titianus naît vers 19, dans la ville de Ferentinum, en Étrurie. Son père, Lucius Salvius Otho, fut consul suffect en 33. Sa mère se nommait Alba Terentia. Lucius accède au consulat en 52, et effectue un proconsulat dans la province d'Asie en 63/64 ou 64/65. Il est consul suffect en janvier et février 69, alors que son frère Othon vient de revêtir la pourpre. Alors que l'affrontement entre Vitellius et Othon se profile, les deux généraux de Vitellius, Fabius Valens et Alienus Caecina, avançant depuis le Rhin vers l'Italie et vers Rome. Vitellius menace Lucius Salvius Otho Titianus et son fils, espérant ainsi faire pression sur Othon. Lorsqu'Othon part affronter les armées de Vitellius, il confie le pouvoir à son frère.
Il fut l'époux de Cocceia, sœur du futur empereur Nerva, avec laquelle il eut un fils, Lucius Salvius Otho Cocceianus. Celui-ci sera consul en 82, sous Domitien, qui le fera exécuter un peu plus tard, pour avoir célébré l'anniversaire de son oncle.